# Cernusson
Cernusson är en kommun i departementet Maine-et-Loire i regionen Pays de la Loire i nordvästra Frankrike. Kommunen ligger i kantonen Vihiers som tillhör arrondissementet Saumur. År 2022 hade Cernusson 329 invånare.

## Befolkningsutveckling
Antalet invånare i kommunen Cernusson
| Referens: INSEE |